# IG Farben-processen

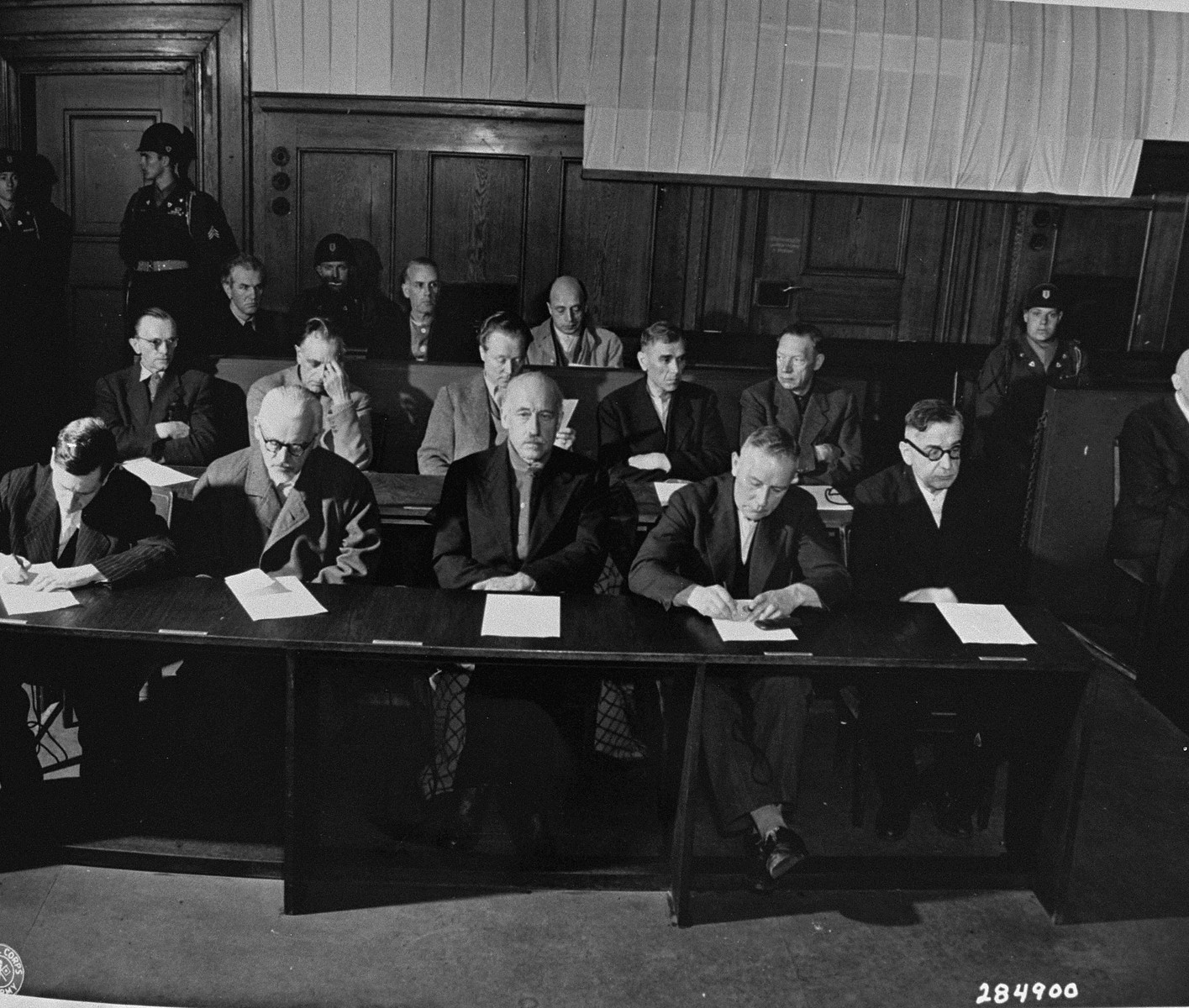
De tilltalade vid uppläsningen av åtalet den 5 maj 1947.

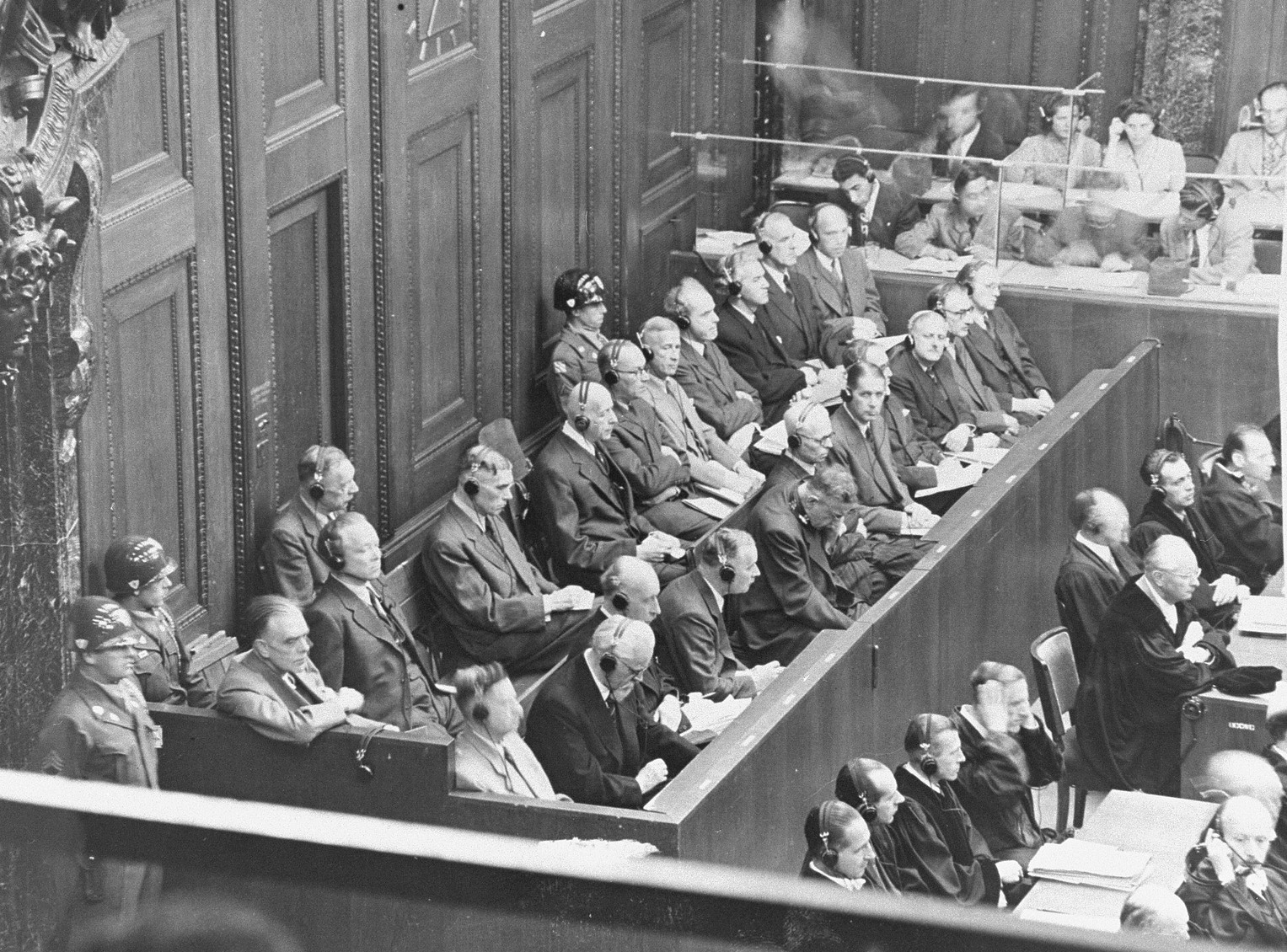
De tilltalade sittande, första dagen 27 augusti 1947 i IG Farben-rättegången.

IG Farben-processen, tyska I.G.-Farben-Prozess, var en rättslig process då 23 chefer i IG Farben ställdes inför rätta 1947–1948 vid Nürnbergrättegångarna.
Sammanlagt 23 ledande befattningshavare i IG Farben åtalades för förberedelse och genomförande av anfallskrig, erövring av andra länder, plundring, förslavning och mord.
Åklagarna påstod inte att de åtalade själva begått dessa brott utan att de varit med och planerat och finansierat bland annat annekteringen av Österrike (Anschluss) och Tjeckoslovakien. De påstods också tillsammans med ledande nazister ha upprättat fyraårsplanen, som skulle göra Tyskland "berett att föra krig” och som möjliggjorde att Tyskland kunnat starta anfallskrig mot Polen och Sovjet samt ockupera Danmark och Norge.
12 dömdes till fängelse i mellan åtta år och ett år och sex månader bland annat för plundring och förslavning.
11 blev frikända. Av dem som dömts blev alla benådade och blev fria i förtid; de två sista 1951. Ingen behövde avtjäna mer än tre år.